# تشانغ يو (لاعب كرة مضرب)
تشانغ يو (بالصينية: 常雨) هو لاعب كرة مضرب صيني، ولد في 14 أغسطس 1988 في تيانجين في الصين.

## وصلات خارجية
- تشانغ يو على موقع رابطة محترفي التنس (الإنجليزية)
- تشانغ يو على موقع الاتحاد الدولي لكرة المضرب (الإنجليزية)
- تشانغ يو على موقع خلاصة التنس.كوم (الإنجليزية)